# Ana María Hernando
Ana María Hernando (1959) es una artista visual, y escritora argentina. Actualmente vive en Boulder, Colorado.

## Obra
Obtuvo un Bachelor de Bellas artes por la Universidad de California de las Artes (CCA) en 1990. 
Su obra ha sido presentada en el Oklahoma Contemporary, el Museo de Arte Tweed, el Marfa Contemporary, en la Bienal de las Américas, y el Centro Internacional de Belén en Palestina. el Museo de Arte Contemporáneo Boulder, y en el Museo de Arte CU de la Universidad de Colorado en Boulder.

### Algunas publicaciones
- 2004. EL TERCER ESPACIO: CRUCE DE CULTURAS EN LA LITERATURA DE FRONTERA. Revista De Literaturas Modernas. Los espacios de la literatura 34 : 109 a 120 – ISSN 0056-6134